# Lucho Velasco
Luis Alfredo Velasco Parra (Bogotá D.C., 8 de octubre de 1968) es un actor de cine, teatro y televisión colombiano conocido por sus interpretaciones en telenovelas como: El cartel, Rosario Tijeras, Ruta 35, La reina del flow y  Enfermeras.

## Filmografía[2]

### Televisión[2]
| Año       | Título                                  | Personaje                            | Canal              |
| --------- | --------------------------------------- | ------------------------------------ | ------------------ |
| 2025      | Yo no soy Mendoza                       | Ignacio Santander                    | Netflix            |
| 2025      | Perfil falso                            | Walter Balboa                        | Netflix            |
| 2023      | Ana de nadie                            | Benjamín Lemus                       | Canal RCN          |
| 2019-2020 | El general Naranjo                      | Rueda                                | Fox Premium        |
| 2019-2021 | Enfermeras                              | Dr. Manuel Alberto Castro            | Canal RCN          |
| 2019      | El Barón                                | Mayor Wilson Lenis                   | Telemundo          |
| 2019      | El Charrito Negro, el sueño de un ídolo | Francisco Martínez                   | Telecafé           |
| 2018-2019 | María Magdalena                         | Poncio Pilatos                       | Azteca 7           |
| 2018-2021 | La reina del flow                       | Dúver Cruz 'Manín' / Albeiro Rosales | Caracol Televisión |
| 2018      | Débora, la mujer que desnudó a Colombia | Laureano Gómez                       | Teleantioquia      |
| 2017      | El chapo                                | Papa Romero                          | Univisión          |
| 2016-2017 | Las Vega's                              | José Luis Rodríguez 'Coto'           | Canal RCN          |
| 2016      | Ruta 35                                 | Salomón Salazar                      | Univisión          |
| 2016      | Bloque de búsqueda                      | Pablo Cifuentes                      | RCN Televisión     |
| 2016      | Sinú, río de pasiones                   | Teniente Núñez                       | Caracol Televisión |
| 2016      | En la boca del lobo                     | Manuel Ramírez Orjuela               | RCN Televisión     |
| 2015      | Cumbia Ninja                            |                                      | Fox Latinoamérica  |
| 2015      | Metastasis                              | Edgar Negro                          | UniMás             |
| 2015      | Esmeraldas                              | Octavio Guerrero                     | Caracol Televisión |
| 2014      | La viuda negra                          | Antonio Robayo                       | UniMás             |
| 2013-2014 | Mentiras perfectas                      | Luis Eduardo                         | Caracol Televisión |
| 2013      | El capo                                 |                                      | RCN Televisión     |
| 2012-2013 | Corazones blindados                     |                                      | RCN Televisión     |
| 2012      | La ruta blanca                          | Alberto Duque                        | Cadenatres         |
| 2012      | ¿Dónde está Elisa?                      | Aníbal Casas                         | RCN Televisión     |
| 2012      | Historias Clasificadas                  |                                      | RCN Televisión     |
| 2011-2012 | Los canarios                            | Manuel Hernández                     | Caracol Televisión |
| 2010      | Secretos de familia                     | Julio Caicedo                        | Caracol Televisión |
| 2010      | Rosario Tijeras                         | Dr. Walter Ortiz                     | RCN Televisión     |
| 2009      | El fantasma del Gran Hotel              | Adolfo de la Torre                   | RCN Televisión     |
| 2008      | El cartel                               | Samuel Morales / Miguel Solano       | Caracol Televisión |
| 2008-2009 | Vecinos                                 | Actuación especial                   | Caracol Televisión |
| 2008-2009 | La quiero a morir                       |                                      | Caracol Televisión |
| 2006-2007 | Floricienta                             | Coach de Franco                      | RCN Televisión     |
| 2005-2006 | Vuelo 1503                              | Humberto Muñoz                       | Caracol Televisión |
| 2004-2005 | La saga, negocio de familia             | Camilo Cruz, "El Pereza"             | Caracol Televisión |
| 2004-2005 | Me amarás bajo la lluvia                | Capitán Rodrigo Muñoz                | RCN Televisión     |
| 2003-2004 | Un ángel llamado Azul                   | Martín López                         | RCN Televisión     |
| 2000-2001 | Se armó la gorda                        | Ciro Suárez                          | Caracol Televisión |
| 1998-1999 | Perro amor                              | Esposo de Peggy                      | Canal Uno          |
| 1997-1998 | La mujer en el espejo                   | Ignacio Saenz                        | Canal A.           |
| 1997-1998 | La elegida                              | Santiago                             | Canal Uno          |
| 1997      | Cartas de amor                          |                                      |                    |

### Cine
| Año  | Título                                              | Personaje     |
| ---- | --------------------------------------------------- | ------------- |
| 2023 | Vicente Mozo                                        | El Ruso       |
| 2017 | Sniper: Ultimate Kill                               | Capitán Garza |
| 2017 | La Jungla                                           | Don Jorge     |
| 2008 | La milagrosa                                        |               |
| 2008 | Paraiso Travel                                      |               |
| 2007 | Esto huele mal                                      | Parrita       |
| 2007 | Bluff                                               | Pasajero 1    |
| 2006 | La boda del gringo                                  |               |
| 2005 | Todos los hombres son iguales y las mujeres también |               |

## Premios y nominaciones

### Premios India Catalina
| Año  | Categoría                                               | Telenovela / serie                      | Resultado |
| ---- | ------------------------------------------------------- | --------------------------------------- | --------- |
| 2022 | Mejor actor antagónico de telenovela, serie o miniserie | La reina del flow                       | Ganador   |
| 2021 | Mejor actor antagónico de telenovela, serie o miniserie | Amparo Arrebato                         | Nominado  |
| 2020 | Mejor actor antagónico de telenovela o serie            | Enfermeras                              | Ganador   |
| 2020 | Mejor actor antagónico de telenovela o serie            | El Charrito Negro, el sueño de un ídolo | Nominado  |
| 2019 | Mejor actor antagónico de telenovela o serie            | La reina del flow                       | Nominado  |
| 2019 | Mejor actor de reparto de telenovela o serie            | Débora, la mujer que desnudó a Colombia | Nominado  |
| 2014 | Mejor actor antagónico de telenovela o serie            | Comando élite                           | Nominado  |
| 2013 | Mejor actor antagónico de telenovela o serie            | ¿Dónde está Elisa?                      | Nominado  |